# Lendou-en-Quercy
Lendou-en-Quercy is een gemeente in het Franse departement Lot (regio Occitanie). De plaats maakt deel uit van het arrondissement Cahors. Lendou-en-Quercy is op 1 januari 2018 ontstaan door de fusie van de gemeenten Lascabanes, Saint-Cyprien en Saint-Laurent-Lolmie. De gemeente telde 620 inwoners op 1 januari 2022.

## Geografie
De oppervlakte van Lendou-en-Quercy bedroeg op 1 januari 2022 42,46 vierkante kilometer; de bevolkingsdichtheid was toen 14,6 inwoners per km².

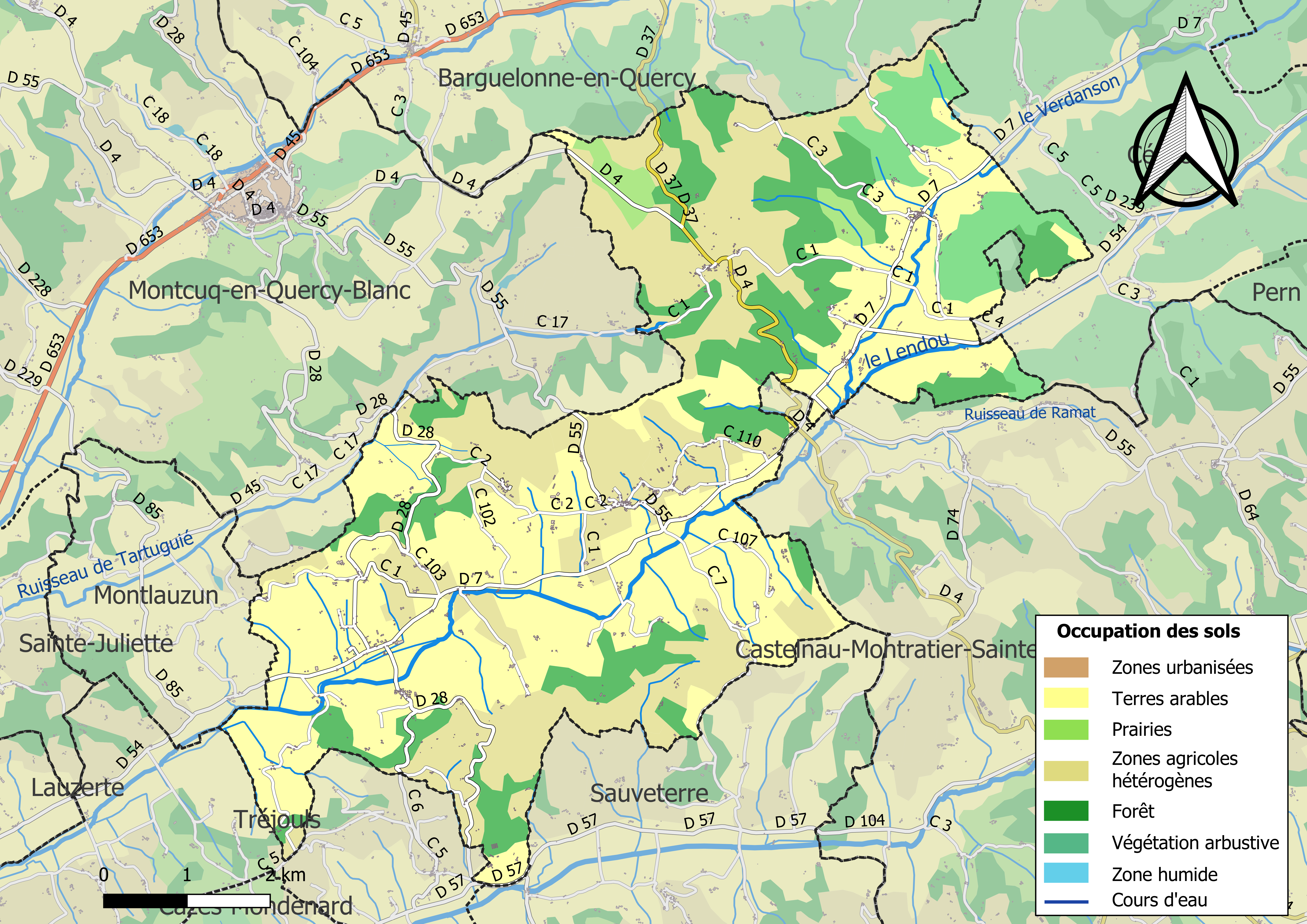
Kaart van de gemeente met de belangrijkste infrastructuur, bodemgebruik en omliggende gemeenten